# 홍길동 (뮤지컬)
《홍길동》은 2009년 초연된 대한민국의 창작 뮤지컬이다. 연산군 때의 도적 홍길동의 생애 중 그가 활빈당으로 활약한 그 이후의 모습을 그렸다. 전라남도 장성군이 추진해 온 홍길동 문화콘텐츠 원 소스 멀티 유스 전략산업의 일환으로 장성군이 주최하고 서울심포니오케스트라가 제작한 국내최초의 민관합작 뮤지컬로, 총 25억의 제작비가 투입되었다. 작곡가인 이해관은 2009년 8월 루마니아에서 개최된 블랙씨국제음악제에서 본 뮤지컬의 서곡을 발표해 해외 아티스트 상을 수상하기도 했다. 무대에는 백양사, 축령산, 한지 공방, 느티나무 등 장성의 대표적인 문화 콘텐츠를 담았으며, 살풀이, 칼춤 등 한국 무용과 경민대학교 태권도 예술단 20여명이 참여한 액션 장면도 특징이다
2010년 2월 28일부터 4월 18일까지 올림픽공원 우리금융아트홀에서 공연되었으며 같은 해 6월 극장 용에서 국립중앙박물관 용산 개관 5주년을 기념해 앙코르 공연을 가졌다.

## 출연진
- 홍길동 역 - 예성, 성민, 조근배, 여운
- 홍일동 역 - 임재청
- 수진 아씨 역 - 김정현, 안유진

## 스태프
- 대본 : 김승원
- 작사 : 최경아
- 작곡 : 이해관
- 연출 : 김승원
- 안무 : 노준성